# 明神あい
明神 あい（みょうじん あい、5月11日 - ）は、日本の女優、声優。東京都出身。血液型はAB型。星座はおうし座。身長149cm。
本名および旧芸名宮内 あい（みやうち あい）。愛称はあいちゃん。以前は元氣プロジェクト、B-Boxに所属していた。

## 経歴
愛媛県立松山北高等学校卒業後、淑徳短期大学社会福祉学科介護福祉学部中退。
2002年より井上和彦の声優教室（現・B-Box Actors School）に通っていた。7期生。
介護福祉国家資格所持。介護福祉士として10年以上のキャリアがある。

## 出演作品

### テレビアニメ
2004年
- tactics（ちび妖怪A、子供A、妖怪・琴古主、妖怪・毛羽毛現、主人Cの息子、主人Cの妻）

2005年
- tactics（ちび妖怪A、油赤子）
- うえきの法則（三ナビ獣、ダグ）
- それいけ!アンパンマン（なきうさぎ坊や、スケールちゃん）

2010年
- それいけ!アンパンマン（おこんちゃん〈二代目〉）

### ゲーム
- 今日から㋮王! 〜おれさまクエスト〜（2006年）
- 伯爵と妖精 〜夢と絆に想いを馳せて〜（2009年）

### 舞台
- 井上和彦の声優教室（現・B-Box Actors School）第11回アトリエ公演「丸井家の人々〜愛のダイエット大作戦」「ヒトリシバイナイト」朗読劇「天使がついた嘘」

### ラジオ
- ハッピー・スマイルカフェへようこそ!（2005年インターネットラジオ）
- 怪傑コミック番組!空飛ぶラジオ でんえもん（2009年 ゲスト出演）
- Hy-Brid　ゲストパーソナリティ
- 東京アニメレディオ　ゲスト
- 東京スカイラジオ　　ゲスト
- 優妃の胸キュン☆ドットネット　ゲスト

### テレビドラマ
- 広島・昭和20年8月6日（TBS・2005年）
- セーラー服と機関銃（TBS・2006年）
- SP 警視庁警備部警護課第四係（フジテレビ・2008年）
- エゴイスト 〜egoist〜（東海テレビ・2009年）
- サザエさん3（フジテレビ・2011年）

### イベント
- 世界に一つだけのみんなの本展（童話朗読）
- チャリティイベント　第一回わをん祭り　総合司会
- TOKYOコス☆魂フェスタ　トークショーゲスト
- オムニバスCD「Flowers」レコ初ライブ（池袋ルイードK3）
- 目指せ武道館！どり〜夢☆プロジェクト　★祭りだワッショイ！真夏のサマー☆フェスティバル★（滝野川会館大ホール）　歌唱＆司会出演
- 東上フェスタ2013　司会

### ナレーション
- ルトマヤ放送部

### ＣＤドラマ
- Psalmodia -東方賛美歌集-
- ゆきんこ
- Luna Megalopolis 〜月下響宴
- Leavatein 〜緋の魔杖
- 東方夢魔境　〜Half asleep and Half awake

### ＣＤ
- オムニバスCD「Flowers」（「MAGICAL　MELODY」で作詞、歌唱で参加）
- どり〜夢☆プロジェクトの第一弾オムニバスＣＤ（「With the peaceful world」を歌唱）

### Ｗｅｂドラマ
「弓張りの月」　守山とばり役